# Mike Gesicki
Michael William Gesicki (Lakewood, 3 ottobre 1995) è un giocatore di football americano statunitense che milita nel ruolo di tight end per i Cincinnati Bengals della National Football League (NFL).

## Carriera universitaria
Al college Gesicki giocò a football con i Penn State Nittany Lions dal 2016 al 2017, dove stabilì il record di istituto per un tight end con 129 ricezioni in carriera (nono assoluto tra i ricevitori).

## Carriera professionistica

### Miami Dolphins
Gesicki fu scelto nel corso del secondo giro (40º assoluto) del Draft NFL 2018 dai Miami Dolphins Debuttò come professionista partendo come titolare nella gara del primo turno contro i Tennessee Titans, ricevendo un passaggio da 11 yard dal quarterback Ryan Tannehill. La sua stagione da rookie si chiuse con 22 ricezioni per 202 yard disputando tutte le 16 partite, 7 delle quali come titolare.
Nel secondo turno della stagione 2020 Gesicki ricevette un record in carriera di 8 passaggi dal quarterback Ryan Fitzpatrick per 130 yard e un touchdown.
Nel 2022 su Gesicki fu applicata la franchise tag.

### New England Patriots
Il 16 marzo 2023 Gesicki firmò con i New England Patriots.

### Cincinnati Bengals
Il 12 marzo 2024 Gesicki firmò un contratto di un anno con i Cincinnati Bengals. Il primo touchdown con la nuova maglia lo segnó nella settimana 9 contro i Las Vegas Raiders. La sua partita terminò con 5 ricezioni per 100 yard e 2 marcature nella vittoria. La sua stagione si chiuse con 65 ricezioni, il massimo per un tight end dei Bengals da Dan Ross nel 1981.
L'8 marzo 2025 Gesicki firmò un nuovo contratto triennale del valore di 25,5 milioni di dollari.